# 上賀茂
上賀茂（かみがも）は、京都市の市街地最北端に位置し、北区の鴨川（賀茂川）左岸、北山通以北、神山（こうやま）および賀茂川右岸の十三石山以南に至る地域の名称である。本項ではその前身の愛宕郡上賀茂村（かみがもむら）についても述べる。

## 歴史
昭和6年（1931年）に愛宕郡上賀茂村が京都市に編入される。上賀茂村は明治22年（1895年）の町村制の施行により賀茂川西岸の愛宕郡小山村（現在の北区小山あたり）を合しており、上賀茂、小山の2つの大字があったが、大正7年（1918年）に大字小山の全部及び大字上賀茂の一部を京都市上京区に編入している。（「京都市北区の町名」の記事を参照。）
愛宕郡に広がる賀茂六郷（岡本郷・中村郷・小山郷・大宮郷・河上郷・小野郷）は、長く賀茂別雷神社（上賀茂神社）の神領とされてきた。

## 名所
上賀茂神社

大田神社
上賀茂神社より古くからあったといわれている。大田の沢のカキツバタは国の天然記念物に指定されている。
北大路魯山人生誕地
大田神社の南側に石碑がある（上賀茂北大路町）。
2009年3月22日 魯山人の没後50年を記念し、誕生日の前日に当たる22日に除幕式があった。
大田の小径
大田神社の北側の山の尾根を歩く散策路である。
深泥池

賀茂季鷹歌碑
場所は、大田神社南交差点を南に、一筋目の道を西に入った北側の住宅（上賀茂竹ヶ鼻町）。歌碑には春の吉野山を詠んだ歌が記され、下には紅葉の歌も記されている。
賀茂季鷹（かもすえたか）は、上賀茂社家で江戸後期の歌人。季鷹は、有栖川宮職仁親王に手ほどきを受けた後、江戸にて文人墨客と交わり、京に帰った後は上賀茂神社で神職となり、「雲錦亭」と名付けた文化サロンを主宰した。
京都市伝統的建造物群保存地区
京都の特色ある歴史的な町並みの整備を行う区域。産寧坂地区、祇園新橋地区、嵯峨鳥居本地区と上賀茂地区が指定されている。この4地区については、国の重要伝統的建造物群保存地区の選定を受けている。

## 名物

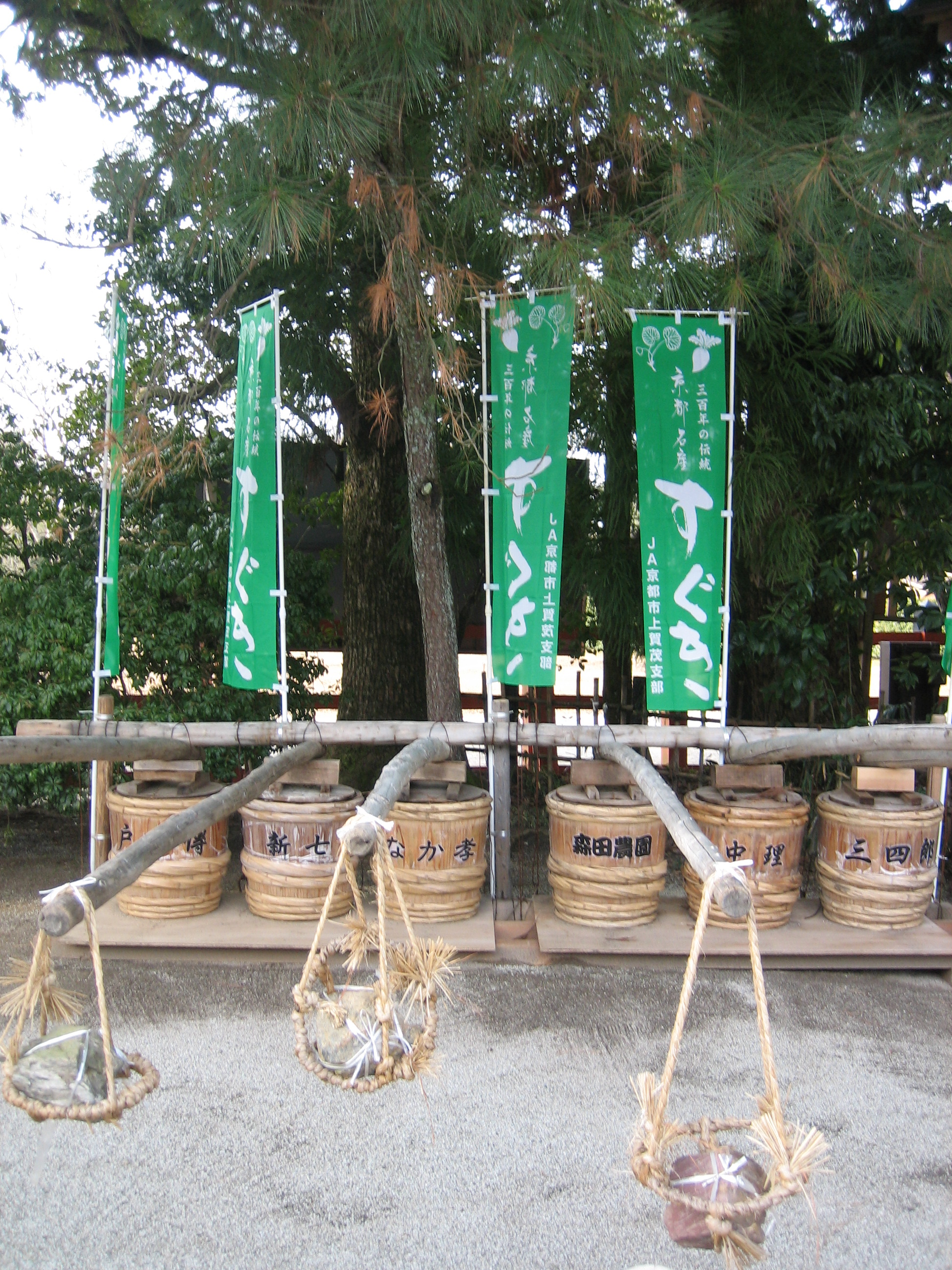
すぐきの天秤押し

すぐき菜
江戸時代初期より当地周辺の農家に伝承されるカブの一種で、京の伝統野菜として知られる。かつては当地社家による贈答品として用いられていた。1804年（文化元年）に、京都所司代から出された『就御書口上書』で他村への持ち出しが禁じられたことから、限られた地域で栽培され、栽培技術が口伝で受け継がれてきた。乳酸菌の発酵作用によって生まれる酸味が特徴的で、漬物やおひたしに用いられる。
賀茂なす
艶のある暗紫色をした円形の実が特徴的なナスで、京の伝統野菜として知られる。主に煮物に用いられるほか、輪切りにして油で揚げる味噌田楽も好まれる。露地栽培では、夏から初秋にかけて収穫される。
やきもち
平仮名で表記するのが一般的。小豆の粒あんを柔らかい餅に包んで焼いたもので、上賀茂神社門前の店舗にて販売されているほか、神社の神事にも用いられる。

## 祭礼
幸在祭（さんやれさい）
毎年2月24日に行われる。男子の元服を祝し、「幸在る人生」を願う祭礼である。15歳を迎えた男子は「あがり」と呼ばれ、里の仕事、祭礼、町内行事などで大人として扱われる。行列に参加する子は、その年に生まれた赤ちゃんから「あがり」まで。「おんめでとうござーるー」と言い、太鼓、鉦、笛の囃しで山の神、大田神社、上賀茂神社へと練り歩き、成長を奉告する。
葵祭（あおいまつり）
毎年5月15日に行われる賀茂神社の例祭で、「賀茂祭」とも呼ばれる。祭に二葉葵を用いたことに由来する。勅使や斎王代など、平安貴族の姿をした風雅な王朝行列が、京都御所から賀茂御祖神社（下鴨神社）を経て上賀茂神社へ向かう｢路頭の儀｣が有名。その他、馬を走らせながら、馬上から俵の的を弓で射抜く「流鏑馬」や、両神社で勅使が神前で祭文を読み上げ、供物や舞を奉納する「社頭の儀」が行われる。
上賀茂やすらい祭
国の重要無形民俗文化財に指定される「やすらい祭」の一つ。他地域と異なり、葵祭と同じ5月15日に行われる。上賀茂岡本町、梅ケ辻町の両町内住民による「上賀茂やすらい踊り保存会」により伝えられる。「岡本やすらい堂」を出発し、大田神社、上賀茂神社を経由し、岡本やすらい堂に戻る。「いん、やすらいや花やー今年の花はよう咲いた花やー」の掛け声とともに、赤熊（しゃぐま）と呼ばれる小鬼が太鼓を叩き、鉦（かね）を奏でて舞い踊る。花傘の中に入ると、一年間は無病息災に過ごせるとされ、大勢が花傘の中に入る。
烏相撲（からすずもう）
毎年9月9日に、上賀茂神社の境内で行われる。祭神の外祖父にあたる賀茂武角身命が、神武天皇の東征の際に八咫烏（やたがらす）となって先導したことに由来する神事である。氏子によるカラスが鳴く様子を模した神事に続き、当地の小学生が二手に分かれて相撲を取る。

## 地域活動
葵プロジェクト
葵祭に必要な葵の自生地が激減していることを受け、「葵の森を復活させよう!」を合言葉に、上賀茂神社の二葉葵（ふたばあおい）を増やすべく、当地住民らが協力して育てている。2009年（平成21年）には、日本ユネスコ協会連盟が主催する「第1回プロジェクト未来遺産」に登録された。
上賀茂スクールガード隊
2006年（平成18年）に、自治連合会や社会福祉協議会を中心に、当地住民140名からなるボランティアのスクールガード隊を発足させた。オレンジ色のジャンパーを着用した隊員たちが、子どもたちの安心･安全のため、登下校の時間帯に自宅前や交差点に立って挨拶を交わす。また、地域の防犯パトロールや危険箇所の点検活動も担っている。
上賀茂探検クラブ
2002年（平成14年）に発足。当地の魅力を再確認するために、テーマを定めてボランティアの講師を招き、親子が一緒になって実地体験をする企画を提案している。
自転車ヘルメット着用推進地域
当地の教育機関や保護者会が協力し、北区交通安全協会および北警察署の支援のもと、自転車用ヘルメットの着用運動を行っている。2008年（平成20年）には、上賀茂小学校が全国で唯一、自転車ヘルメット着用推進校の指定を受けた。